# Тах-чин

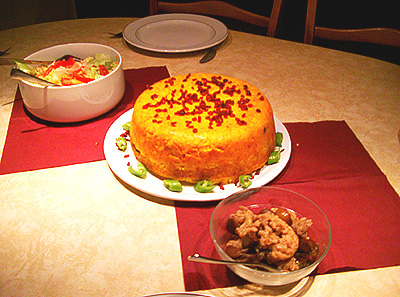
Тах-чин

Тах-чин (Тахчин, Тах чин, tah chin-e) — блюдо иранской кухни. Представляет собой плов в виде запеканки из двух частей, либо описывается как рисовый пудинг, вариант риса челоу. Нижняя часть («тахдиг») состоит из куриного филе, поджаренного риса, шафрана, яиц, йогурта, а верхняя часть — из белого риса. В ресторанах тах-чин в основном готовят и подают без белого риса. Для приготовления этого блюда также можно использовать овощи, рыбу, мясо.

## Виды тах-чина
- Куриный тах-чин[2]
- Мясной тах-чин[3]
- Тах-чин с мясом и баклажанами[4]
- Тах-чин со шпинатом[5]
- Бани тах-чин